# Гуд
Гуд (араб. هود‎‎) — пророк у ісламі. Він був посланий до єменського племені Ад, що проживало у містечку Аль-Ахкаф. Гуд є нащадком Сама (Сима), сина Нуха (Ноя)

## Історія Гуда вКорані
Гуд закликав своїх співвітчизників поклонятися Аллаху, не пишатися своїм багатством, садами і міцними будівлями, пам’ятати про покарання народу Нуха, бути богобоязливими, не коритися цареві-тирану; обіцяв, що тоді Аллах пошле їм довгоочікуваний дощ. 
Його плем’я сприйняло його за божевільного і брехуна, за що й було покаране. Коли вони побачили хмару і вирішили, що вона несе їм дощ — вона принесла їм страшний вітер, що дув сім ночей і вісім днів. Вітер зніс всіх людей, як вирвані пальми; лишились лише житла. Порятувались лише Гуд і ті, хто йому повірив.

### Паралелі з життямМухаммеда
Коранічні оповіді про Гуда здебільшого складають одне ціле з оповідями про покарання інших народів, що не повірили своїм пророкам — Нуху, Саліху, Луту, Шуайбу. Всі вони повинні були служити застереженням мекканцям, що не вірили Мухаммеду. В оповідях про Гуда багато паралелей з життям Мухаммеда — містяться аналогічні до мекканських звинувачення і заперечення пророку. Це передання відобразило загибель і занепад осілих держав давньої Аравії. 